# Antaeotricha ceratistes
Antaeotricha ceratistes (Walsingham, 1912) è una falena della famiglia delle Oecophoridae endemica del Messico (Guerrero). 
Ha un'apertura alare compresa tra 19 e 21 mm.
La parte anteriore delle ali è di colore grigio fulvo chiaro, con una leggera sfumatura brunastra. Il terzo costale è di colore bianco sporco e si allunga verso l'esterno fino alla metà del termine. Risulta attraversato da linee diffuse di scaglie color fulvo-brunastre chiare, che seguono la neurazione oltre l'estremità della cella.
All'estremità della cella è presente una piccola macchia brunastra, ovvero è presente una macchia stretta e allungata dello stesso colore al centro della piega. Infine sono presenti due o tre punti brunastri sulla parte inferiore.
La parte posteriore delle ali è di colore grigio brunastro molto chiaro. Nei maschi è presente un ciuffo di lunghe scaglie di peli color ocra vicino alla base della costa sulla parte superiore.